# Johann Fritz
Johann Peter Fritz là một trong những nhà chế tạo đàn piano nổi tiếng nhất ở Viên.

## Cuộc đời
Những cây đàn piano của ông được đánh giá cao vì chất lượng tốt và giai điệu du dương. Được biết, Giuseppe Verdi rất thích những cây đàn piano của Johann Fritz và đã sử dụng cây đàn piano 6 pedal của Fritz từ thời của các vở opera Rigoletto năm 1851 đến Aida năm 1871. Chiếc đàn piano độc nhất này hiện nay có thể được chiêm ngưỡng tại Villa Verdi thuộc vùng Piacenza ở Ý.
Một số nhạc cụ của Fritz hiện đang được trưng bày trong các viện bảo tàng như Bảo tàng Nhạc cụ ở Milan, Bảo tàng Mỹ thuật ở Boston, Tổ chức từ thiện Finchcocks cho Giáo dục Âm nhạc ở Tunbridge Wells, Kent. Một trong những bản sao hiện đại của những cây đàn piano của Johann Fritz được chế tạo bởi Paul McNulty đang được lưu giữ tại Đại học Regensburg ở Đức.
Sau khi Fritz qua đời năm 1834 tại Viên, con trai của ông là Joseph tiếp tục điều hành công ty. Dường như ông đã chuyển xưởng của mình đến Graz vào cuối những năm 1830, sau năm 1837.

## Danh sách đĩa nhạc
- Howard Shelley. Schubert. Piano Sonatas Op. 78 in G, D. 894 & Op. posth. 143 in A minor, D. 784. Label: Amon Ra
- Andreas Staier. Schubert. The Late Piano Sonatas, D. 958-960. Label: Teldec
- Markus Schäfer, Tobias Koch. Franz Schubert, Ludwig Berger. Die schöne Müllerin. Label: Avi-Music
- Andreas Staier, Concerto Köln, Rainer Kussmaul. Mendelssohn. Piano Concerto in A minor, Concerto for Piano and Violin in D minor. Label: Teldec
- Trio Margaux. Chopin, Elsner. Fortepiano Trios. Label: Hänssler
- Anneke Scott, Steven Devine. Ludwig van Beethoven. Beyond Beethoven: Works for natural horn and fortepiano. Label: Resonus
- Olga Pashchenko. Beethoven. Variations. Played on a copy of Fritz piano 1818 by Christopher Clarke. Early piano series. CD 4. Label: Alpha-Classics
- Steven Lubin, the Academy of Ancient Music, Christopher Hogwood. Beethoven: Piano Concertos & Sonatas. Played on replicas: Anton Walter 1795, Conrad Graf 1824 by Rodney Regier, Johann Fritz 1818 (by Christopher Clarke). Label: L'Oiseau-Lyre
- Malcolm Bilson, Tom Beghin, David Breitman, Ursula Dütschler, Zvi Meniker, Bart van Oort, Andrew Willis. Ludwig van Beethoven. The complete Piano Sonatas on Period Instruments. Played on original fortepianos: Salvatore Lagrassa 1815, Gottlieb Hafner 1835, Johann Fritz 1825, Walter fortepiano copy by Paul McNulty, Walter copies by Chris Maene, Johann Schantz copy by Thomas and Barbara Wolf, a Walter and Conrad Graf 1825 copies by Rodney Regier, Label: Claves.
- Franz Danzi. Music for piano and winds. Volume 2. Johann Fritz 1814. Label: Devine Music. Johann Fritz 1814 piano